# Dschazira-Ebene

Lage des Bundesstaates al-Dschazira im Sudan

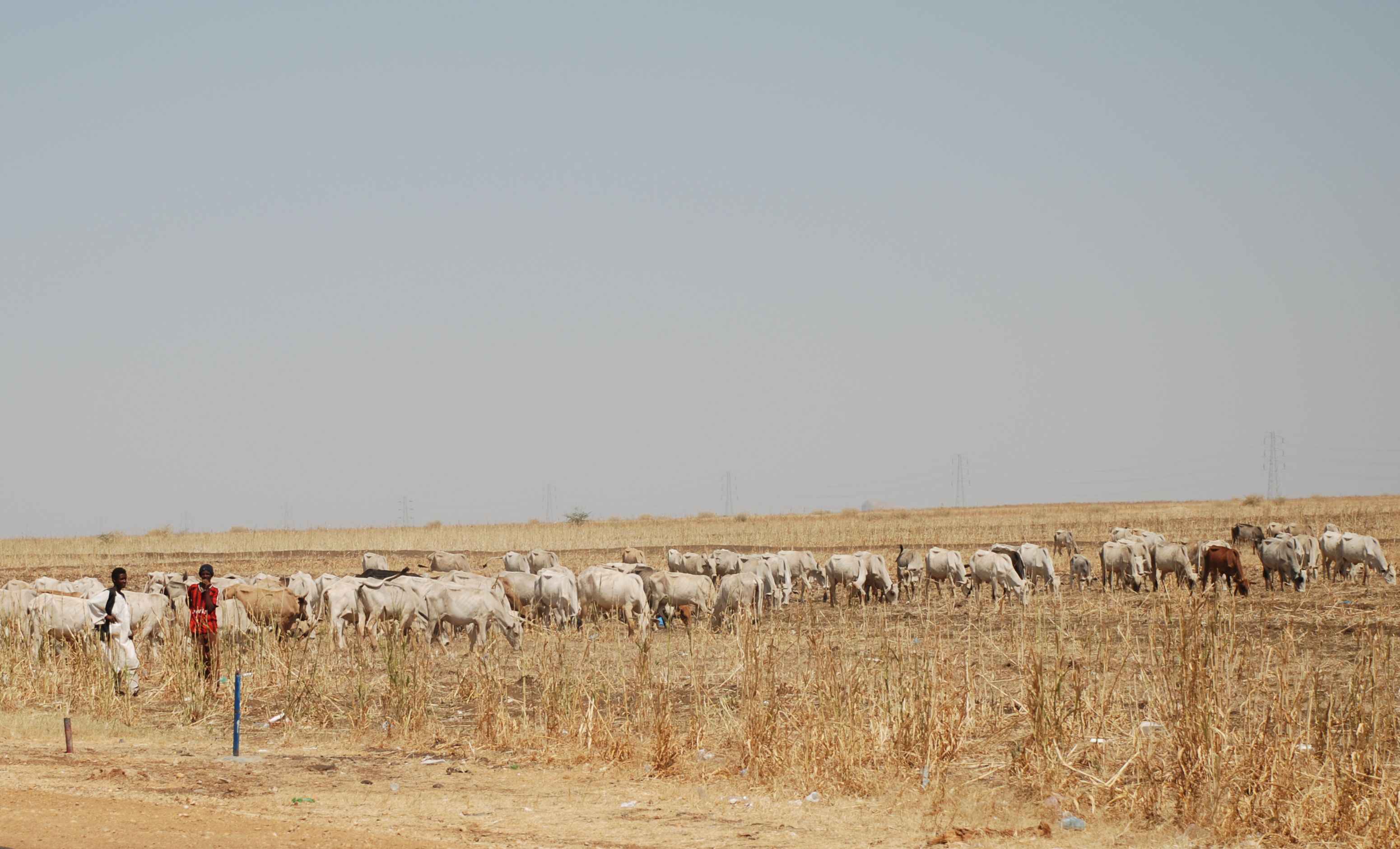
Regenfeldbaugebiet östlich des Weißen Nil. In der Trockenzeit im Winter grasen Viehherden. 50 km nördlich Kosti

Die Dschazira-Ebene, auch Gezira-Ebene genannt, liegt zwischen dem Weißen Nil und dem Blauen Nil, südlich von Khartum, im sudanesischen Bundesstaat Al-Dschazira.
Die Ebene umfasst eine Fläche von 8.500 km², liegt rund 400 m ü. d. M. und ist durch schwere lehmige Böden geprägt. Deshalb wird die Ebene intensiv landwirtschaftlich genutzt. Ab den 1940er Jahren wurde in dünn besiedelten Gebieten mit mechanisiertem Regenfeldbau begonnen. Auf dem überwiegenden Teil des flachen Landes werden Sorghumhirsen angebaut, in geringen Mengen auch Sesam und Baumwolle.
Auf der westlichen Seite des Blauen Nils südostwärts bis zur Stadt Wad Madani und im zentralen Bereich um El-Monaqil wurde eines der weltgrößten zusammenhängenden Netzwerke aus Bewässerungskanälen im Rahmen des Dschazira-Projekts geschaffen, mit dem intensiver Ackerbau und Viehwirtschaft betrieben wird. Das Dschazira-Projekt grenzt im Süden, im Bereich zwischen Kosti und Sennar, an die Zuckerrohr-Anbauflächen der Kenana-Zuckerfabrik.